# Mario Casas
Pour les articles homonymes, voir Casas.
Mario Casas, né le 12 juin 1986 à La Corogne, en Espagne, est un acteur et mannequin espagnol.

## Biographie

### Jeunesse et formation
Il naît à La Corogne en Espagne de Ramón Casas et de Heidi Sierra. Ses parents l'ont eu à 19 et 17 ans respectivement. Il a trois frères cadets et une sœur cadette ; Sheila (née le 21 novembre 1987), Christian (né le 29 janvier 1992), Óscar (né le 21 septembre 1998) et Daniel (né le 22 avril 2014). Christian et Óscar sont également acteurs, tandis que sa sœur a été étudiante en droit, 
avant de devenir influenceuse et modèle de fitness. Il déménage à Barcelone avec sa famille en 1994. Adolescent, Mario se prédestinait à devenir footballeur professionnel, policier ou encore pompier, mais il a décidé de devenir acteur lorsqu'il a intégré l'école d'Arts Dramatiques de Cristina Rota, à l'âge de 17 ans ; il s'est donc installé à Madrid.

### Carrière
Mario a lancé sa carrière d'acteur en 2005 en apparaissant dans la série thriller Motivos personales (es), ainsi qu'en jouant le rôle de Nicolás "Nico" Castillo dans la série Obsesión (2005-2006), puis en apparaissant en 2006 dans la série Mujeres (es). Il a attiré l'attention des médias en 2006 en jouant dans le film d'Antonio Banderas, Summer Rain.
En 2006, il rejoint le casting de la série SMS, des rêves plein la tête. L'année suivante, il tient le rôle d'Aitor Carrasco dans la série dramatique et policière, Los hombres de Paco, qui s'est arrêtée en 2010 au bout de neuf saisons. En 2009, Mario a joué dans deux films à succès ; Fuga de cerebros et Mentiras y gordas. En 2010, il a tourné dans le film Trois mètres au-dessus du ciel aux côtés de María Valverde, qui est sorti au cinéma le 3 décembre 2010. Le film a eu beaucoup de succès. Une suite, Tengo ganas de ti, a été tourné du 28 octobre au 30 décembre 2011 et est sorti au cinéma le 22 juin 2012.
En 2011, il incarne l'un des personnages principaux dans la série dramatique El Barco qui s'est arrêtée en février 2013 au bout de trois saisons. Elle est diffusée via Walooka, une plate-forme de streaming légal Il y interprète Ulises, un passager qui est monté à bord du bateau pour rencontrer son père.
En 2009, Mario a tourné le film La Mule avec María Valverde, mais le film est sorti en salles en mai 2013 dû à différents problèmes.
Dans l'été 2013, Mario a tourné en Malaisie son premier film américain Eden aux côtés de Jessica Lowndes, James Remar, Sung Kang et Diego Boneta. La sortie du film est prévue pour fin 2014 ou courant 2015. En 2013, il a été à l'affiche des films Ismael et Les Sorcières de Zugarramurdi. En fin d'année 2013 jusqu'au début de l'année 2014, Mario a tourné son prochain film Les 33 aux côtés d'Antonio Banderas et Naomi Scott - qui est basé sur l'accident minier de Copiapó en août 2010. Le film a été tourné au Chili et en Colombie et devrait sortir entre 2014 et 2015.
En 2015, il joue dans le film Palmera en la nieve qui rencontre un grand succès en Espagne. Le film sort en France via Netflix.
En 2018, il travaille principalement dans des films d'auteur et notamment Dans la peau du loup disponible sur Netflix.
En 2019, il crée la sensation en acceptant le rôle principal de Instinto, un thriller érotique présenté en avant première lors du Miptv.

### Vie privée
Mario a fréquenté les actrices espagnoles Erika Sanz, entre 2005 et 2007 et Amaia Salamanca, de 2008 à 2009.
Il a, par la suite, partagé la vie de l'actrice espagnole María Valverde, de 2009 à 2014, rencontrée sur le tournage de Trois mètres au-dessus du ciel.
 Puis il a été le compagnon de l'actrice espagnole Berta Vázquez de 2014 à 2016,,, avant de fréquenter son amie de longue date, Blanca Suárez, de mars 2018 à septembre 2019,.
En août 2020, il officialise sa relation avec l'actrice belge Déborah François, qu'il fréquente depuis de nombreux mois.

## Filmographie

### Cinéma

#### Longs métrages
- 2006 : El camino de los ingleses d'Antonio Banderas : Moratalla
- 2009 : Mentiras y gordas d'Alfonso Albacete et David Menkes : Tony
- 2009 : Fuga de cerebros de Fernando González Molina : Emilio
- 2010 : Trois mètres au-dessus du ciel (Tres metros sobre el cielo) de Fernando González Molina :  Hugo Hache «H» Olivera Castro
- 2010 : Carne de neón (es) de Paco Cabezas : Ricky
- 2012 : Tengo ganas de ti de Fernando González Molina : Hugo Hache «H» Olivera Castro
- 2012 : Groupe d'élite (Grupo 7) d'Alberto Rodriguez : Ángel Lares Pacheco
- 2013 : La Mule (La Mula) de Michael Radford : Juan Castro
- 2013 : Les Sorcières de Zugarramurdi (Las brujas de Zugarramurdi) d'Álex de la Iglesia : Tony
- 2013 : Ismael de Marcelo Piñeyro : Félix
- 2014 : Eden de Shyam Madiraju : Felix
- 2015 : Palmiers dans la neige (Palmeras en la nieve) de Fernando González Molina : Kilian
- 2015 : Mi gran noche d'Álex de la Iglesia : Adanne
- 2015 : Les 33 (Los 33) de Patricia Riggen : Álex Vega
- 2016 : Toro de Kike Maíllo : Toro
- 2017 : L'Accusé (Contratiempo) d'Oriol Paulo : Adrián Doria
- 2017 : El bar d'Álex de la Iglesia : Nacho
- 2017 : Dans la peau du loup (Bajo la piel de lobo) de Samu Fuentes : Martinón
- 2018 : Le Photographe de Mauthausen (El fotógrafo de Mauthausen) de Mar Targarona : le photographe Francesc Boix
- 2018 : El Rey del todo el mundo de Carlos Saura
- 2019 : The Last Party de Harvey Lowry : Emmanuel
- 2020 : Chez moi (Hogar) d'Àlex Pastor et David Pastor : Tomás
- 2020 : Irrémédiable (El Praticante) de Carles Torras : Angel
- 2021 : Cross the Line (No matarás) de David Victori : Dani
- 2023 : Bird Box: Barcelona d'Àlex Pastor et David Pastor : Sebastián
- 2024 : Molt lluny de Gerard Oms : Sergio
- 2024 : Escape de Rodrigo Cortés : N.

#### Courts métrages
- 2007 : Sintonía diario Pop de Guillermo Mieza : Iván
- 2009 : Paco de Jorge Roelas : Paco 4
- 2010 : Miedo de Jaume Balagueró : Segio
- 2010 : Dinero fácil de Carlos Montero : Jaime
- 2014 : A Lonely Sun Story de Juanma Suárez et Enrique F.Guzmán : Oscar
- 2020 : Hormigueddon de Pablo Motos et Jorge Salvador : lui-même
- 2021 : La Tarotista de Martina Hache : lui-même
- 2021 : Estrella Damm : Amor a primera vista d'Ian Pons Jewell : Mario

### Télévision

#### Séries télévisées
- 2005 : Motivos personales (es)
- 2005-2006 : Obsesión : Nicolás "Nico" Castillo
- 2006 : Mujeres (es)
- 2006-2007 : SMS, des rêves plein la tête (SMS, sin miedo a soñar) : Javier "Javi" Llorens
- 2007-2021 : Los hombres de Paco : Aitor Carrasco
- 2011-2013 : El Barco[5] : Ulises Garmendia
- 2018 : Paquita Salas : lui-même
- 2019 : Instinto : Marco Mur
- 2021 : Innocent (El inocente) (mini-série) : Mateo Vidal Rivera

## Distinctions
- Prix Feroz 2021 : meilleur acteur pour Cross the LineCross the Line[22]
- Prix Goyas 2021 : meilleur acteur pour Cross the Line (No matarás)[23]